# 岡留熊野座神社
岡留熊野座神社（おかどめくまのざじんじゃ）は、熊本県球磨郡あさぎり町にある神社である。

## 祭神
伊邪那岐神(いざなきのみこと）、伊邪那美神(いざなみのみこと）、速玉男之大神(はやたまおのおおかみ)を祀る。

## 由緒
大陸の超大国、元の皇帝フビライが日本に入貢を求めたが、鎌倉幕府は拒否した。そこで、元は文永11年（1274年）に壱岐・対馬に侵攻し、博多に迫ったが敗退した。元は、弘安4年（1281年）、再び日本に来襲したが、相良氏第3代当主相良頼俊が、弘安の役の蒙古襲来の際、相良一族を出征させるとともに、善男善女を集めて勝利を祈願したところ神風が吹き勝利した。この蒙古襲来の二度とも大風が起こって、元の艦船が沈没するものが多く、元が敗退する大きな要因になったといわれる。この弘安の役の前年、弘安3年（1280年）日本に戦乱が起きるのではという緊張がはしっていた頃、国家の安寧と、敵国降伏を祈るために建立された。
現在の社殿は、昭和6年（1931年）に造営されたもので、国家の保安を祈るために岡留神社を建立したと伝えられている。

## 境内社
境内中段の東側には、切妻屋根の二所権現があり、これが岡留神社の旧本殿である。
この神殿には、神像として六体が祀られており、二体には、享保10年(1725年)の銘、二体には、承応2年(1653年)の銘があるが、他の二体は無銘である。その他にも、毘沙門天像二対と牛頭天王像がある。
そこにある木板には、窪権現（熊野大神）、池王神（龍水神）、天神（菅原道真公）、二宮神（阿蘇大神）、八王子神（霧島系神）、北嶽日吉神（子供の神）の神名が見られる。
また、境内中段の西側には、農家の雨乞いの神として祀られている雨宮（雨の宮）があり、大黒天1体、尊名がわからない神像座像4体がある。

## 別名
「難を留めて幸せを祈る社（やしろ）」として、幸福神社の別名を持つ。
おかどめ幸福駅の側にも鳥居があり、その扁額は「幸福神社」になっている。

## 交通
- くま川鉄道おかどめ幸福駅から徒歩5分
- 九州自動車道人吉ICから国道219号、または県道33号を経由し車で30分